# ウエルホサウルス
ウエルホサウルス（Wuerhosaurus）は、白亜紀前期に現在の中国に生息していた剣竜類恐竜の属である。剣竜類のほとんどはジュラ紀後期に生息していたため、ウエルホサウルスは現在知られている限りでは最も新しい時代に生息した剣竜類の１つである。

## 発見と種
タイプ種であるWuerhosaurus homheniは中国西部、新疆ウイグル自治区トゥグル層群（en）で発見され、1973年、董枝明により記載された。属名はウルホ区に由来している。
化石は頭骨の無い断片的な骨格であるホロタイプIVPP V.4006と第2の個体の3つの尾椎であるパラタイプIVPP V4007により構成されている 。 
内モンゴル自治区、オルドス盆地のエジンホロ累層（en）で発見されたより小型の種W. ordosensisが1993年、同じく董により記載されている。この種は1988年に発見された頭骨の無い部分骨格IVPP V6877に基づいている。
2008年、Susannah Maidmentらはウエルホサウルスをステゴサウルスのシノニムとみなし、タイプ種W. homheniをStegosaurus homheni 、第2の種W. ordosensisは疑問名（nomen dubium）であるとしている。しかし、この意見には議論がある。

### 分布
W. homheni
- Tugulu Group

W. ordosensis
- Ejinhoro Formation

## 特徴

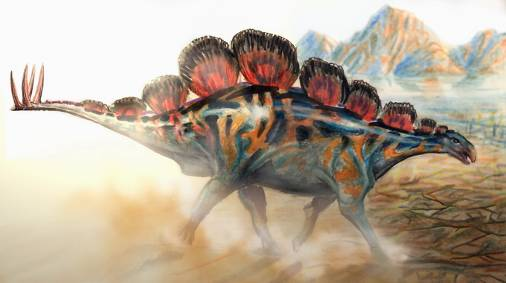
W. homheniの生態復元図

Wuerhosaurus homheniはおそらく幅の広い動物であった。グレゴリー・ポール（en）による2010年の推定では体長7 m、体重4 tほどである。 ばらばらになった少数の化石が発見されているのみであり、完全な復元は困難である。背中のプレートは初め、ステゴサウルスのものよりはるかに丸いかもしくは平らなものであると考えられた、しかし、メイドメントはこれが破損によって引き起こされた錯覚であると確証した。現在のところ実際のプレートがどんな形状であったかは不明である。W. homheniは腸骨の前方が大きく外側に広がった骨盤を持っており、胴の幅が広かったことが示唆される。尾の基部の神経棘が非常に高い。
W. ordosensisはポールによる推定では体長5 m、体重1.3 tほどである。骨盤は広いが、神経棘は比較的短い。また、頸部は比較的長い。

## 生態
ウエルホサウルスは他の剣竜類より低い姿勢だったようである。研究者たちによればこれはより低い植物を食べるための適応である。他の剣竜類と同じようにおそらく尾の先にはサゴマイザー（en ）があった。4つの骨質の棘で特徴付けられるステゴサウルスのもののように自己防衛に使用したとされる。1本の棘が発見されているが、董によればこれは肩に配置されていたようである。

## 参照
1. 1 2  Palmer, D., ed (1999). The Marshall Illustrated Encyclopedia of Dinosaurs and Prehistoric Animals. London: Marshall Editions. p. 156. ISBN 1-84028-152-9
2. ↑  Dong Z., 1973, [Dinosaurs from Wuerho]. Reports of Paleontological Expedition to Sinkiang (II): Pterosaurian Fauna from Wuerho, Sinkiang. Memoirs of the Institute of Vertebrate Paleontology and Paleoanthropology, Academia Sinica 11: 45-52
3. ↑  Dong Z., 1990, "Stegosaurs of Asia", In: K. Carpenter & P. J. Currie (Eds.), Dinosaur Systematics (pp. 255–268). Cambridge: Cambridge University Press
4. 1 2  "Wuerhosaurus." In: Dodson, Peter & Britt, Brooks & Carpenter, Kenneth & Forster, Catherine A. & Gillette, David D. & Norell, Mark A. & Olshevsky, George & Parrish, J. Michael & Weishampel, David B. The Age of Dinosaurs. Publications International, LTD. p. 102. ISBN 0-7853-0443-6.
5. ↑  Dong Z., 1994, "A new species of stegosaur (Dinosauria) from the Ordos Basin, Inner Mongolia, People's Republic of China", Canadian Journal of Earth Sciences 30(10-11): 2174-2176
6. 1 2  Maidment, Susannah C.R.; Norman, David B.; Barrett, Paul M.; Upchurch, Paul (2008). “Systematics and phylogeny of Stegosauria (Dinosauria: Ornithischia)”. Journal of Systematic Palaeontology 6 (4):  367–407. doi:10.1017/S1477201908002459.
7. ↑  K. Carpenter, 2010, "Species concept in North American stegosaurs", Swiss Journal of Geosciences 103(2): 155-162
8. ↑  Paul, G.S., 2010, The Princeton Field Guide to Dinosaurs, Princeton University Press p. 224

- Dong Zhiming (1992). Dinosaurian Faunas of China. China Ocean Press, Beijing. ISBN 3-540-52084-8